# Futebol da Região Nordeste do Brasil
O Futebol da Região Nordeste do Brasil conta com três clubes na primeira, três na segunda e sete na terceira divisão do Campeonato Brasileiro de 2024, número apenas menor do que os das regiões Sudeste e Sul do Brasil.
Os principais clubes do Nordeste, tratados pela imprensa regional como G-7, são, pelas suas performances históricas, força política e condição econômica, em ordem alfabética: Bahia, Ceará, Fortaleza, Náutico, Sport, Santa Cruz e Vitória.
Seus campeonatos estaduais são muito tradicionais, alguns dos mais antigos do Brasil, mas a principal competição regional do Brasil, a Copa do Nordeste, disputada pelos seus principais clubes, é a mais atrativa pelos seus resultados esportivos e financeiros.

## Campeonatos estaduais do Nordeste
Os campeonatos estaduais de futebol do Nordeste são as competições masculinas e femininas profissionais adultas de futebol no Nordeste que ocorrem em cada uma estado da região. Historicamente, por questões econômicas e geográficas, as distâncias entre as principais cidades do país fizeram com que o povo brasileiro, através de sua paixão pelo futebol, desenvolvessem uma forte cultura de disputa por Estados. Assim, cada uma das unidades federativas do Brasil possui seu próprio campeonato, hoje em dia durando em torno quatro meses.
Por causa desses campeonatos, algumas disputas entre rivais do mesmo estado ou cidade tem peso equivalente ou maior a uma disputa com os principais clubes de outros estados. Esses jogos são chamados de clássicos. Os principais são: o Clássico dos Clássicos, o Clássico das Multidões, e o Clássico das Emoções entre o "Trio de Ferro" (Sport, Náutico e Santa Cruz) em Pernambuco, bem como o Clássico Matuto (que se dá entre Central e Porto); o Ba-Vi (Bahia e Vitória), na Bahia; o Clássico-Rei no Ceará (entre Ceará e Fortaleza), assim como o Clássico das Cores (Ceará) (entre Fortaleza e Ferroviário) e o Clássico da Paz (entre Ceará e Ferroviário), bem como o Clássico do Cariri (protagonizado por Guarani de Juazeiro e Icasa); o Clássico Rei no Rio Grande do Norte (entre ABC e América); o Clássico das Multidões (CRB e CSA) em Alagoas; o Super Clássico, o Samará e o Clássico MareMoto (entre Sampaio Corrêa, Moto Clube e MAC) no Maranhão; na Paraíba com o Clássico dos Maiorais, Clássico Tradição e Clássico Emoção (entre Botafogo, Treze e Campinense); o Rivengo (River e Flamengo), no Piauí; o Derby Sergipano (Sergipe e Confiança), entre outros.
Os campeões e vice-campeões estaduais, e em alguns estados, os mais bem colocados na tabela do campeonato estadual, estão automaticamente qualificados para disputar a Copa do Brasil do ano seguinte.
Os clubes mais bem posicionados de cada estado que não competem nas três primeiras divisões do Campeonato Brasileiro de Futebol se qualificam para a Série D do ano seguinte.
Além disso, as melhores equipes em cada liga estadual (ou apenas o melhor em alguns casos) também podem se qualificar para a Copa do Nordeste, essa que por sua vez depende do ranking das federações da CBF, que leva em conta o ranking dos clubes de cada estado para distribuir as vagas da competição.
O clube mais vezes campeão estadual no Brasil é o ABC com 57 títulos potiguares, além do recorde de títulos seguidos (10 títulos no total, entre 1932 e 1941), é o clube com mais títulos numa mesma competição no mundo, superando o Rangers, da Escócia, com 55 títulos do Campeonato Escocês, e sendo então o maior campeão do mundo, no Nordeste o Bahia é o segundo maior campeão estadual e o o time da região com mais títulos regionais e inter-regionais, o Fortaleza é o terceiro clube da região com mais títulos estaduais.

## Campeões regionais do Nordeste
Considera-se competição regional do Nordeste, todos os campeonatos ou torneios que envolva dois ou mais estados sendo representado por pelo menos um clube. Faltam competições na lista, e por isso vai se tendo mais atualizações durante o tempo com novos torneios sendo adicionados.
A lista de campeões refere-se apenas como forma de cronologicamente saber dos campeonatos Regionais e Interestaduais disputados, apenas clubes do Nordeste (em competições que além do Nordeste a região Norte também foi representada, a colocação dos clubes não necessariamente seguem a ordem exata, pois são listados apenas os clubes nordestinos), a tabela não tem nenhuma simbologia com o título de "Campeão Nordestino" proveniente da Copa do Nordeste de Futebol.
|                                                     | Edição | Ano            | Campeão                 | Final                  | Vice-campeão            | Terceiro colocado      | Quarto colocado       | Part. |
| --------------------------------------------------- | ------ | -------------- | ----------------------- | ---------------------- | ----------------------- | ---------------------- | --------------------- | ----- |
| Troféu Leão do Norte                                |        |                |                         |                        |                         |                        |                       |       |
|                                                     | 1ª     | 1919 Detalhes  | Sport (1)               | 3 — 2                  | Combinado Remo-Paysandu |                        |                       | 3     |
| Troféu Nordeste                                     |        |                |                         |                        |                         |                        |                       |       |
|                                                     | 2ª     | 1923 Detalhes  | América-PE (1)          | 1 — 0 0 — 1 3 — 0      | CSA                     | Botafogo-BA            | Sport                 | 8     |
| Taça Sete de Setembro                               |        |                |                         |                        |                         |                        |                       |       |
|                                                     | 3ª     | 1923 Detalhes  | Flamengo-PE (1)         | 6 — 1                  | CSA                     |                        |                       | 2     |
| Taça Prefeitura Municipal de Fortaleza              |        |                |                         |                        |                         |                        |                       |       |
|                                                     | 4ª     | 1924 Detalhes  | Flamengo-PE (2)         | 4 — 2                  | América-CE              |                        |                       | 2     |
| Copa Cidade de Natal                                |        |                |                         |                        |                         |                        |                       |       |
|                                                     | 5ª     | 1946 Detalhes  | Fortaleza (1)           | 2 — 2 3 — 1            | América de Natal        | Treze                  | América-PE            | 4     |
| Torneio Campeão dos Campeões do Norte               |        |                |                         |                        |                         |                        |                       |       |
|                                                     | 6ª     | 1948 Detalhes  | Moto Club (1)           | Pontos Corridos        | Paysandu                | Fortaleza              |                       | 3     |
| Torneio dos Campeões do Nordeste                    |        |                |                         |                        |                         |                        |                       |       |
|                                                     | 7ª     | 1948 Detalhes  | Bahia (1)               | 1 — 0                  | Santa Cruz              | Treze                  | Botafogo-PB           | 6     |
| Torneio dos Campeões do Norte–Nordeste              |        |                |                         |                        |                         |                        |                       |       |
|                                                     | 8ª     | 1951 Detalhes  | Ypiranga (1)            | 1 — 0                  | Remo                    | Náutico                |                       | 7     |
|                                                     | 9ª     | 1952 Detalhes  | Náutico (1)             | 5 — 1                  | Tuna Luso               | Ypiranga               |                       | 8     |
| Torneio José Nozain                                 |        |                |                         |                        |                         |                        |                       |       |
|                                                     | 10ª    | 1953 Detalhes  | Treze (1)               | Pontos Corridos        | ABC                     | Botafogo-PB            | Comércio              | 4     |
| Torneio Paraíba-Pernambuco                          |        |                |                         |                        |                         |                        |                       |       |
|                                                     | 11ª    | 1953 Detalhes  | Botafogo-PB (1)         | Pontos Corridos        | Treze                   | Santa Cruz             | Auto Esporte-PE       | 4     |
| Torneio Roberto Moraes Martins Catarino             |        |                |                         |                        |                         |                        |                       |       |
|                                                     | 12ª    | 1953 Detalhes  | Bahia (2)               | Pontos Corridos        | Vitória                 | América-PE             | Sport                 | 4     |
| Torneio Quadrangular de João Pessoa                 |        |                |                         |                        |                         |                        |                       |       |
|                                                     | 13ª    | 1954 Detalhes  | Botafogo-PB (2)         | Pontos Corridos        | Treze                   | Auto Esporte-PB        | ABC                   | 4     |
| Torneio Régis Pacheco                               |        |                |                         |                        |                         |                        |                       |       |
|                                                     | 14ª    | 1955 Detalhes  | Vitória (1)             | Pontos Corridos        | Bahia                   | Botafogo               | Sport                 | 4     |
| Torneio Quadrangular do Recife                      |        |                |                         |                        |                         |                        |                       |       |
|                                                     | 15ª    | 1955 Detalhes  | Sport (2)               | Pontos Corridos        | Vasco da Gama           | Bahia                  | Santa Cruz            | 4     |
| Torneio Pernambuco Bahia                            |        |                |                         |                        |                         |                        |                       |       |
|                                                     | 16ª    | 1956 Detalhes  | Santa Cruz (1)          | Pontos Corridos        | Bahia                   | Sport                  | América-PE            | 4     |
| Torneio Quadrangular Silvio Pacheco                 |        |                |                         |                        |                         |                        |                       |       |
|                                                     | 17ª    | 1957 Detalhes  | Fortaleza (2)           | Pontos Corridos        | Ceará                   | Santa Cruz             | Ypiranga              | 4     |
| Torneio Coronel Murad                               |        |                |                         |                        |                         |                        |                       |       |
|                                                     | 18ª    | 1959 Detalhes. | América de Natal (1)    | Pontos Corridos        | Calouros do Ar          | ABC                    | Asas                  | 4     |
| Taça Brasil — Grupo Norte                           |        |                |                         |                        |                         |                        |                       |       |
|                                                     | 19ª    | 1959 Detalhes  | Sport (3)               | 2 — 2 3 — 1            | Tuna Luso               | Ferroviário-MA         | Auto Esporte-PB       | 4     |
| Taça Brasil — Grupo Nordeste                        |        |                |                         |                        |                         |                        |                       |       |
|                                                     | 20ª    | 1959 Detalhes  | Bahia (3)               | 0 — 0 2 — 2 2 — 1      | Ceará                   | ABC                    | CSA                   | 4     |
| Taça Brasil — Zona Norte–Nordeste                   |        |                |                         |                        |                         |                        |                       |       |
|                                                     | 21ª    | 1959 Detalhes  | Bahia (4)               | 3 — 2 0 — 6 2 — 0      | Sport                   |                        |                       | 2     |
| Torneio Quadrangular Interestadual de Salvador      |        |                |                         |                        |                         |                        |                       |       |
|                                                     | 22ª    | 1960 Detalhes  | Bahia (5)               | Pontos Corridos        | Ypiranga                | Sport                  | Galícia               | 4     |
| Taça Brasil — Grupo Norte                           |        |                |                         |                        |                         |                        |                       |       |
|                                                     | 23ª    | 1960 Detalhes  | Fortaleza (3)           | 2 — 0 1 — 1            | Moto Club               | ABC                    | Estrela do Mar        | 5     |
| Taça Brasil — Grupo Nordeste                        |        |                |                         |                        |                         |                        |                       |       |
|                                                     | 24ª    | 1960 Detalhes  | Bahia (6)               | 2 — 0 2 — 1            | Capelense               | Santa Cruz             |                       | 3     |
| Taça Brasil — Zona Norte–Nordeste                   |        |                |                         |                        |                         |                        |                       |       |
|                                                     | 25ª    | 1960 Detalhes  | Fortaleza (4)           | 2 — 1 0 — 0            | Bahia                   |                        |                       | 2     |
| Torneio Paraíba - Pernambuco                        |        |                |                         |                        |                         |                        |                       |       |
|                                                     | 26ª    | 1961 Detalhes  | Treze (2)               | Pontos Corridos        | Campinense              | Náutico                | Santa Cruz            | 4     |
| Torneio Quadrangular de Salvador                    |        |                |                         |                        |                         |                        |                       |       |
|                                                     | 27ª    | 1961 Detalhes  | Bahia (7)               | Pontos Corridos        | Náutico                 | Ypiranga               | Santa Cruz            | 4     |
| Taça Brasil — Grupo Norte                           |        |                |                         |                        |                         |                        |                       |       |
|                                                     | 28ª    | 1961 Detalhes  | Fortaleza (5)           | 0 — 1 2 — 1 1 — 0      | Remo                    | ABC                    | Moto Club             | 4     |
| Taça Brasil — Grupo Nordeste                        |        |                |                         |                        |                         |                        |                       |       |
|                                                     | 29ª    | 1961 Detalhes  | Bahia (8)               | 3 — 0 1 — 0            | Campinense              | CSA                    | Santa Cruz            | 4     |
| Taça Brasil — Zona Norte–Nordeste                   |        |                |                         |                        |                         |                        |                       |       |
|                                                     | 30ª    | 1961 Detalhes  | Bahia (9)               | 2 — 0 3 — 2            | Fortaleza               |                        |                       | 2     |
| Torneio Quadrangular do Recife                      |        |                |                         |                        |                         |                        |                       |       |
|                                                     | 31ª    | 1961 Detalhes  | Santa Cruz (2)          | Pontos Corridos        | Sport                   | Fluminense             | Náutico               | 4     |
| Torneio Quadrangular Pernambuco-Piaui               |        |                |                         |                        |                         |                        |                       |       |
|                                                     | 32ª    | 1961 Detalhes  | Sport (4)               | Pontos Corridos        |                         |                        |                       | 3     |
| Torneio Paraíba-Pernambuco                          |        |                |                         |                        |                         |                        |                       |       |
|                                                     | 33ª    | 1962 Detalhes  | Santa Cruz (3)          | Pontos Corridos        | Campinense              | Sport                  | Treze                 | 4     |
| Torneio Quadrangular Rubro-Negro                    |        |                |                         |                        |                         |                        |                       |       |
|                                                     | 34ª    | 1962 Detalhes  | Sport (5)               | 2 — 0                  | Vitória                 | Galícia                | Flamengo-BA           | 4     |
| Torneio Quadrangular de Fortaleza                   |        |                |                         |                        |                         |                        |                       |       |
|                                                     | 35ª    | 1962 Detalhes  | Ceará (1)               | Pontos Corridos        | Sampaio Corrêa          | Ferroviário            | Nacional-CE           | 4     |
| Taça Brasil — Grupo Norte                           |        |                |                         |                        |                         |                        |                       |       |
|                                                     | 36ª    | 1962 Detalhes  | Sport (6)               | 2 — 0 1 — 1            | Ceará                   | Paysandu               | Sampaio Corrêa        | 5     |
| Taça Brasil — Grupo Nordeste                        |        |                |                         |                        |                         |                        |                       |       |
|                                                     | 37ª    | 1962 Detalhes  | Campinense (1)          | 0 — 1 2 — 0 1 — 1      | Bahia                   | CRB                    | Sergipe               | 5     |
| Taça Brasil — Zona Norte–Nordeste                   |        |                |                         |                        |                         |                        |                       |       |
|                                                     | 38ª    | 1962 Detalhes  | Sport (7)               | 0 — 0 2 — 0            | Campinense              |                        |                       | 2     |
| Taça Brasil — Grupo Norte                           |        |                |                         |                        |                         |                        |                       |       |
|                                                     | 39ª    | 1963 Detalhes  | Sport (8)               | 1 — 0 2 — 0            | Paysandu                | River-PI               | Sampaio Corrêa        | 4     |
| Taça Brasil — Grupo Nordeste                        |        |                |                         |                        |                         |                        |                       |       |
|                                                     | 40ª    | 1963 Detalhes  | Bahia (10)              | 1 — 1 0 — 0 1 — 0      | Ceará                   | Confiança              | Campinense            | 6     |
| Taça Brasil — Zona Norte–Nordeste                   |        |                |                         |                        |                         |                        |                       |       |
|                                                     | 41ª    | 1963 Detalhes  | Bahia (11)              | 2 — 2 1 — 0            | Sport                   |                        |                       | 2     |
| Torneio Quadrangular Lomanto Junior                 |        |                |                         |                        |                         |                        |                       |       |
|                                                     | 42ª    | 1963 Detalhes  | Leônico (1)             | Pontos Corridos        | Galícia                 | Bahia                  | Vitória               | 4     |
| Torneio Triangular Interestadual                    |        |                |                         |                        |                         |                        |                       |       |
|                                                     | 43ª    | 1963 Detalhes  | Sport (9)               | Pontos Corridos        |                         |                        |                       | 3     |
| Torneio Quadrangular de Itabuna                     |        |                |                         |                        |                         |                        |                       |       |
|                                                     | 44ª    | 1964 Detalhes  | Leônico (2)             | Pontos Corridos        |                         |                        |                       | 4     |
| Torneio Quadrangular Cinquentário do Ceará Sporting |        |                |                         |                        |                         |                        |                       |       |
|                                                     | 45ª    | 1964 Detalhes  | Ferroviário (1)         | Pontos Corridos        | Ceará                   | Fortaleza              | Fluminense de Feira   | 4     |
| Torneio Quadrangular Interestadual                  |        |                |                         |                        |                         |                        |                       |       |
|                                                     | 46ª    | 1964 Detalhes  | Sport (10)              | Pontos Corridos        | Bahia                   |                        |                       | 4     |
| Torneio Quadrangular de Itabuna                     |        |                |                         |                        |                         |                        |                       |       |
|                                                     | 47ª    | 1964 Detalhes  | Leônico (3)             | Pontos Corridos        | Vitória                 | Bahia                  | Galícia               | 4     |
| Torneio Centenário de Campina Grande                |        |                |                         |                        |                         |                        |                       |       |
|                                                     | 48ª    | 1964 Detalhes  | Náutico (2)             | 2 — 2 pen. 7 - 6       | Fortaleza               | Olaria                 | Treze                 | 8     |
| Taça Brasil — Grupo Norte                           |        |                |                         |                        |                         |                        |                       |       |
|                                                     | 49ª    | 1964 Detalhes  | Náutico (3)             | 3 — 1 6 — 0            | Paysandu                | Maranhão               | River                 | 5     |
| Taça Brasil — Grupo Nordeste                        |        |                |                         |                        |                         |                        |                       |       |
|                                                     | 50ª    | 1964 Detalhes  | Ceará (2)               | 3 — 0 1 — 2 2 — 1      | Confiança               | Campinense             | CSA                   | 5     |
| Taça Brasil — Zona Norte–Nordeste                   |        |                |                         |                        |                         |                        |                       |       |
|                                                     | 51ª    | 1964 Detalhes  | Ceará (3)               | 0 — 3 1 — 0 4 — 0      | Náutico                 |                        |                       | 2     |
| Taça Brasil — Grupo Norte                           |        |                |                         |                        |                         |                        |                       |       |
|                                                     | 52ª    | 1965 Detalhes  | Náutico (4)             | 0 — 3 3 — 1            | Remo                    | Sampaio Corrêa         | Flamengo              | 5     |
| Taça Brasil — Grupo Nordeste                        |        |                |                         |                        |                         |                        |                       |       |
|                                                     | 53ª    | 1965 Detalhes  | Vitória (2)             | 2 — 1 1 — 0            | Campinense              | CRB                    | Sergipe               | 5     |
| Taça Brasil — Zona Norte–Nordeste                   |        |                |                         |                        |                         |                        |                       |       |
|                                                     | 54ª    | 1965 Detalhes  | Náutico (5)             | 2 — 0                  | Vitória                 |                        |                       | 2     |
| Torneio Gercino Tabosa                              |        |                |                         |                        |                         |                        |                       |       |
|                                                     | 55ª    | 1965 Detalhes  | Central (1)             | Pontos Corridos        | Santa Cruz              | Capelense              | Confiança             | 4     |
| Torneio Paraíba-Pernambuco                          |        |                |                         |                        |                         |                        |                       |       |
|                                                     | 56ª    | 1965 Detalhes  | Sport (10)              | Pontos Corridos        | Náutico                 |                        |                       | 4     |
| Torneio Paraíba-Pernambuco                          |        |                |                         |                        |                         |                        |                       |       |
|                                                     | 57ª    | 1965 Detalhes  | Alecrim (1)             | Pontos Corridos        | Vitória                 | ABC                    |                       | 3     |
| Taça Henrique Jacques                               |        |                |                         |                        |                         |                        |                       |       |
|                                                     | 58ª    | 1965 Detalhes  | Sport (11)              | Pontos Corridos        | Central                 |                        |                       | 2     |
| Taça Brasil — Grupo Norte                           |        |                |                         |                        |                         |                        |                       |       |
|                                                     | 59ª    | 1966 Detalhes  | Fortaleza (6)           | 3 — 1 1 — 1            | Paysandu                | Flamengo               | Sampaio Corrêa        | 5     |
| Taça Brasil — Grupo Nordeste                        |        |                |                         |                        |                         |                        |                       |       |
|                                                     | 60ª    | 1966 Detalhes  | Vitória (3)             | 3 — 2 4 — 2            | CSA                     | Campinense             | ABC                   | 5     |
| Taça Brasil — Zona Norte–Nordeste                   |        |                |                         |                        |                         |                        |                       |       |
|                                                     | 61ª    | 1966 Detalhes  | Náutico (6)             | 3 — 0 3 — 2            | Vitória                 | Fortaleza              |                       | 3     |
| Copa dos Campeões do Norte                          |        |                |                         |                        |                         |                        |                       |       |
|                                                     | 62ª    | 1966 Detalhes  | Náutico (7)             | Pontos Corridos        | Ceará                   | Sport                  | Fortaleza             | 5     |
| Torneio Governador Luiz Viana Filho                 |        |                |                         |                        |                         |                        |                       |       |
|                                                     | 63ª    | 1967 Detalhes  | Náutico (8)             | Pontos Corridos        | Bahia                   | Leônico                | Vitória               | 4     |
| Torneio Hexagonal Norte–Nordeste                    |        |                |                         |                        |                         |                        |                       |       |
|                                                     | 64ª    | 1967 Detalhes  | Santa Cruz (4)          | Pontos Corridos        | América-CE              | Sport                  | Ceará                 | 4     |
| Taça Cidade de Feira de Santana                     |        |                |                         |                        |                         |                        |                       |       |
|                                                     | 65ª    | 1967 Detalhes  | Bahia de Feira (1)      | Pontos Corridos        | Vitória                 | Fluminense de Feira    | Sport                 | 4     |
| Torneio Quadrangular Festival da Bola               |        |                |                         |                        |                         |                        |                       |       |
|                                                     | 66ª    | 1967 Detalhes  | Botafogo-PB (3)         | Pontos Corridos        | América-PE              | Auto União-PB          | Santos-PB             | 4     |
| Torneio Paraíba-Pernambuco                          |        |                |                         |                        |                         |                        |                       |       |
|                                                     | 67ª    | 1967 Detalhes  | Botafogo-PB (4)         | 2 — 1                  | Santa Cruz              |                        |                       | 2     |
| Copa Alagoas / Sergipe                              |        |                |                         |                        |                         |                        |                       |       |
|                                                     | 68ª    | 1967 Detalhes  | CSA (1)                 | Pontos Corridos        | Confiança               | América de Propriá     | Penedense             | 4     |
| Torneio Quadrangular de Aracaju                     |        |                |                         |                        |                         |                        |                       |       |
|                                                     | 69ª    | 1967 Detalhes  | Leônico (4)             | Pontos Corridos        |                         |                        |                       | 4     |
| Taça Brasil — Grupo Norte                           |        |                |                         |                        |                         |                        |                       |       |
|                                                     | 70ª    | 1967 Detalhes  | América-CE (1)          | 1 — 0                  | Paysandu                | Piauí                  | Moto Club             | 4     |
| Taça Brasil — Grupo Nordeste                        |        |                |                         |                        |                         |                        |                       |       |
|                                                     | 71ª    | 1967 Detalhes  | Treze (3)               | 2 — 1                  | Leônico                 | CSA                    | ABC                   | 5     |
| Taça Brasil — Zona Norte–Nordeste                   |        |                |                         |                        |                         |                        |                       |       |
|                                                     | 72ª    | 1967 Detalhes  | Náutico (9)             | 1 — 0                  | América-CE              | Treze                  |                       | 3     |
|                                                     | 73ª    | 1968 Detalhes  | Fortaleza (7)           | 0 — 1 1 — 0 2 — 1      | Bahia                   | Moto Club              | Piauí                 | 10    |
| Grupo Nordeste - Torneio Norte–Nordeste             |        |                |                         |                        |                         |                        |                       |       |
|                                                     | 74ª    | 1968 Detalhes  | Sport (13)              | Pontos Corridos        | CSA                     | Santa Cruz             | Calouros do Ar        | 14    |
| Torneio Norte–Nordeste de Futebol                   |        |                |                         |                        |                         |                        |                       |       |
|                                                     | 75ª    | 1968 Detalhes  | Sport (14)              | 3 — 1 2 — 1            | Remo                    |                        |                       | 2     |
| Grupo Nordeste - Torneio Norte–Nordeste             |        |                |                         |                        |                         |                        |                       |       |
|                                                     | 76ª    | 1969 Detalhes  | Ceará (4)               | Pontos Corridos        | Galícia                 | CSA                    | Sport                 | 14    |
| Torneio Norte–Nordeste                              |        |                |                         |                        |                         |                        |                       |       |
|                                                     | 77ª    | 1969 Detalhes  | Ceará (5)               | 1 — 2 3 — 2 3 — 0      | Remo                    |                        |                       | 2     |
| Grupo Nordeste - Torneio Norte–Nordeste             |        |                |                         |                        |                         |                        |                       |       |
|                                                     | 78ª    | 1970 Detalhes  | Sport (15)              | Pontos Corridos        | Fortaleza               | Flamengo-PI            | Galícia               | 30    |
| Torneio Norte–Nordeste                              |        |                |                         |                        |                         |                        |                       |       |
|                                                     | 79ª    | 1970 Detalhes  | Fortaleza (7)           | Pontos Corridos        | Sport                   | Flamengo-PI            | Galícia               | 4     |
| Taça Nordeste de Futebol                            |        |                |                         |                        |                         |                        |                       |       |
|                                                     | 80ª    | 1971 Detalhes  | Itabaiana (1)           | Pontos Corridos        | Ferroviário             | Flamengo-PI            |                       | 12    |
| Campeonato Brasileiro de Futebol - Série B          |        |                |                         |                        |                         |                        |                       |       |
|                                                     | 81ª    | 1972 Detalhes  | Sampaio Corrêa (1)      | 1 — 1 Pen. 5 - 4       | Campinense              | Atlético de Alagoinhas | América de Natal      | 12    |
| Torneio Paraíba-Ceará                               |        |                |                         |                        |                         |                        |                       |       |
|                                                     | 82ª    | 1972 Detalhes  | Icasa EC (1)            | Pontos Corridos        | Campinense              | Guarani de Juazeiro    | Treze                 | 4     |
| Torneio Pará-Maranhão                               |        |                |                         |                        |                         |                        |                       |       |
|                                                     | 83ª    | 1972 Detalhes  | Moto Club (2)           | Pontos Corridos        | Remo                    | Paysandu               | Sampaio Corrêa        | 4     |
|                                                     | 84ª    | 1973 Detalhes  | Sampaio Corrêa (2)      | 1 — 0 1 — 1            | Remo                    | Moto Club              | Paysandu              | 4     |
| Taça Almir de Albuquerque                           |        |                |                         |                        |                         |                        |                       |       |
|                                                     | 85ª    | 1973 Detalhes  | América de Natal (2)    | Pontos Corridos        | Rio Negro-AM            | Bahia                  | Nacional-AM           | 16    |
| Torneio Governador Cortez Pereira                   |        |                |                         |                        |                         |                        |                       |       |
|                                                     | 86ª    | 1975 Detalhes  | Náutico (10)            | Pontos Corridos        | Santa Cruz              | Bahia                  | América de Natal      | 5     |
| Torneio José Américo de Almeida Filho               |        |                |                         |                        |                         |                        |                       |       |
|                                                     | 87ª    | 1975 Detalhes  | CRB (1)                 | 1 — 1 Pen. 1 - 0       | Botafogo-PB             | Treze                  | ABC                   | 6     |
|                                                     | 88ª    | 1976 Detalhes  | Vitória (4)             | 3 — 0                  | América de Natal        | ABC                    | Botafogo-PB           | 12    |
| Torneio Quadrangular dos Campeões                   |        |                |                         |                        |                         |                        |                       |       |
|                                                     | 89ª    | 1976 Detalhes  | CRB (2)                 | Pontos Corridos        | Botafogo-PB             | ABC                    | Sergipe               | 4     |
| Torneio Professor Valter Alencar                    |        |                |                         |                        |                         |                        |                       |       |
|                                                     | 90ª    | 1978 Detalhes  | Flamengo-PI (1)         | 1 — 1 Pen. 2 - 1       | River-PI                | Paysandu               |                       | 3     |
| Torneio Marco Antonio Maciel                        |        |                |                         |                        |                         |                        |                       |       |
|                                                     | 91ª    | 1979 Detalhes  | Santa Cruz (5)          | Pontos Corridos        | Botafogo-PB             | Náutico                | Tchecoslováquia       | 4     |
| Torneio Octávio Pinto Guimarães                     |        |                |                         |                        |                         |                        |                       |       |
|                                                     | 92ª    | 1986 Detalhes  | Fortaleza (9)           | 2 — 0                  | Ferroviário             |                        |                       | 6.    |
| Torneio Seletivo para Série C - Zona BA             |        |                |                         |                        |                         |                        |                       |       |
|                                                     | 93ª    | 1990 Detalhes  | Fluminense de Feira (1) | Pontos Corridos        | Galícia                 | Serrano-BA             | Itabuna               | 4     |
| Torneio Seletivo para Série C - Zona CE             |        |                |                         |                        |                         |                        |                       |       |
|                                                     | 94ª    | 1990 Detalhes  | Fortaleza (10)          | Pontos Corridos        | Ferroviário             |                        |                       | 2     |
| Torneio Seletivo para Série C - Zona MA             |        |                |                         |                        |                         |                        |                       |       |
|                                                     | 95ª    | 1990 Detalhes  | Maranhão (1)            | 0 — 0 1 — 0            | Expressinho             |                        |                       | 2     |
| Torneio Seletivo para Série C - Zona PB             |        |                |                         |                        |                         |                        |                       |       |
|                                                     | 96ª    | 1990 Detalhes  | Campinense (2)          | Pontos Corridos        | Auto Esporte-PB         | Esporte de Patos       |                       | 3     |
| Torneio Seletivo para Série C - Zona RN             |        |                |                         |                        |                         |                        |                       |       |
|                                                     | 97ª    | 1990 Detalhes  | América de Natal (3)    | Pontos Corridos        | ABC                     | Alecrim                |                       | 3     |
| Qualificatório para a Segunda Divisão - Zona MA/PI  |        |                |                         |                        |                         |                        |                       |       |
|                                                     | 98ª    | 1993 Detalhes  | Moto Club (3)           | 2 — 1 0 — 0            | River-PI                |                        |                       | 6     |
| Qualificatório para a Segunda Divisão - Zona CE/RN  |        |                |                         |                        |                         |                        |                       |       |
|                                                     | 99ª    | 1993 Detalhes  | América de Natal (4)    | Pontos Corridos        | Corintians              | Icasa                  | Ferroviário           | 5     |
| Qualificatório para a Segunda Divisão - Zona PB/AL  |        |                |                         |                        |                         |                        |                       |       |
|                                                     | 100ª   | 1993 Detalhes  | CRB (3)                 | Pontos Corridos        | Treze                   | Botafogo-PB            | Auto Esporte-PB       | 5     |
| Qualificatório para a Segunda Divisão - Zona PE     |        |                |                         |                        |                         |                        |                       |       |
|                                                     | 101ª   | 1993 Detalhes  | Central (2)             | Pontos Corridos        | Paulistano-PE           | Vitória das Tabocas    |                       | 3     |
| Qualificatório para a Segunda Divisão - Zona SE/BA  |        |                |                         |                        |                         |                        |                       |       |
|                                                     | 102ª   | 1993 Detalhes  | Sergipe (1)             | Pontos Corridos        | Catuense                | Confiança              | Itabaiana             | 4     |
| Torneio Ceará-Pará                                  |        |                |                         |                        |                         |                        |                       |       |
|                                                     | 103ª   | 1993 Detalhes  | Ceará (6)               | Pontos Corridos        |                         |                        |                       | 4     |
| Torneio Pernambuco Bahia                            |        |                |                         |                        |                         |                        |                       |       |
|                                                     | 104ª   | 1993 Detalhes  | Bahia (12)              | Pontos Corridos        |                         |                        |                       | 4     |
|                                                     | 105ª   | 1994 Detalhes  | Bahia (13)              | Pontos Corridos        |                         |                        |                       | 4     |
| Copa do Nordeste de Futebol                         |        |                |                         |                        |                         |                        |                       |       |
|                                                     | 106ª   | 1994 Detalhes  | Sport (16)              | 0 — 0 Pen. 3 - 2       | CRB                     | Bahia                  | Cruzeiro-AL           | 16    |
|                                                     | 107ª   | 1997 Detalhes  | Vitória (5)             | 3 — 0 1 — 2            | Bahia                   | Ceará                  | Sport                 | 17    |
| Troféu Rio Cabibaribe                               |        |                |                         |                        |                         |                        |                       |       |
|                                                     | 108ª   | 1997 Detalhes  | Santa Cruz (6)          | Pontos Corridos        | Sport                   | ABC                    | Fortaleza             | 4     |
| Taça Pontes do Recife                               |        |                |                         |                        |                         |                        |                       |       |
|                                                     | 109ª   | 1997 Detalhes  | Ceará (7)               | Pontos Corridos        | Santa Cruz              | Sport                  | Botafogo-PB           | 4     |
| Torneio de Verão da Cidade do Recife                |        |                |                         |                        |                         |                        |                       |       |
|                                                     | 110ª   | 1997 Detalhes  | Santa Cruz (7)          | 2 — 1                  | Ceará                   |                        |                       | 2     |
| Copa Norte de Futebol                               |        |                |                         |                        |                         |                        |                       |       |
|                                                     | 111ª   | 1998 Detalhes  | Sampaio Corrêa (3)      | 0 — 1 2 — 1 Pen. 3 - 0 | São Raimundo-AM         | Rio Branco             | Ypiranga-AP           | 8     |
| Copa do Nordeste de Futebol                         |        |                |                         |                        |                         |                        |                       |       |
|                                                     | 112ª   | 1998 Detalhes  | América de Natal (5)    | 1 — 2 3 — 1            | Vitória                 | Bahia                  | Botafogo-PB           | 16    |
| Torneio Seletivo para Série C - Zona PI             |        |                |                         |                        |                         |                        |                       |       |
|                                                     | 113ª   | 1999 Detalhes  | Picos (1)               | Pontos Corridos        | Flamengo-PI             | River-PI               |                       | 3     |
| Torneio Seletivo para Série C - Zona PB             |        |                |                         |                        |                         |                        |                       |       |
|                                                     | 114ª   | 1999 Detalhes  | Botafogo-PB (5)         | Pontos Corridos        | Campinense              | Treze                  | Auto Esporte-PB       | 4     |
| Torneio Seletivo para Série C - Zona PE             |        |                |                         |                        |                         |                        |                       |       |
|                                                     | 115ª   | 1999 Detalhes  | Unibol (1)              | Pontos Corridos        | Porto-PE                | Vitória das Tabocas    |                       | 3     |
| Copa do Nordeste de Futebol                         |        |                |                         |                        |                         |                        |                       |       |
|                                                     | 116ª   | 1999 Detalhes  | Vitória (6)             | 2 — 0 0 — 1            | Bahia                   | Sport                  | CSA                   | 16    |
|                                                     | 117ª   | 2000 Detalhes  | Sport (17)              | 2 — 2                  | Vitória                 | Sergipe                | Poções                | 16    |
|                                                     | 118ª   | 2001 Detalhes  | Bahia (14)              | 3 — 1                  | Sport                   | Náutico                | Fortaleza             | 16    |
|                                                     | 119ª   | 2002 Detalhes  | Bahia (15)              | 3 — 1 2 — 2            | Vitória                 | Náutico                | Santa Cruz            | 16    |
| Qualificatório para a Copa do Nordeste              |        |                |                         |                        |                         |                        |                       |       |
|                                                     | 120ª   | 2002 Detalhes  | Corinthians-AL (1)      | 3 — 0 0 — 0            | Palmeiras do Nordeste   | Itabaiana              | Central               | 7     |
| Copa do Nordeste de Futebol                         |        |                |                         |                        |                         |                        |                       |       |
|                                                     | 121ª   | 2003 Detalhes  | Vitória (7)             | 1 — 1 0 — 0            | Fluminense de Feira     | ABC                    | América de Natal      | 12    |
| Copa Integração de Futebol                          |        |                |                         |                        |                         |                        |                       |       |
|                                                     | 122ª   | 2005 Detalhes  | Salgueiro (1)           | Pontos Corridos        | Icasa                   | Sousa                  | Atlético Cajazeirense | 4     |
| Copa Alagipe                                        |        |                |                         |                        |                         |                        |                       |       |
|                                                     | 123ª   | 2005 Detalhes  | ASA (1)                 | 1 — 1                  | Lagartense              | Itabaiana              | Corinthians-AL        | 8     |
| Copa Integração de Futebol                          |        |                |                         |                        |                         |                        |                       |       |
|                                                     | 124ª   | 2006 Detalhes  | Guarani de Juazeiro (1) | Pontos Corridos        |                         |                        |                       | 4     |
| Copa Sergipe/Bahia                                  |        |                |                         |                        |                         |                        |                       |       |
|                                                     | 125ª   | 2006 Detalhes  | Fluminense de Feira (2) | 1 — 0 1 — 1            | Sergipe                 | Bahia                  | Confiança             | 8     |
| Copa Integração de Futebol                          |        |                |                         |                        |                         |                        |                       |       |
|                                                     | 126ª   | 2007 Detalhes  | ADRC Icasa (1)          | 2 — 0                  | Guarani de Juazeiro     | Sousa                  | Salgueiro             | 6     |
|                                                     | 127ª   | 2008 Detalhes  | ADRC Icasa (2)          | Pontos Corridos        |                         |                        |                       | 6     |
|                                                     | 128ª   | 2009 Detalhes  | ADRC Icasa (3)          | Pontos Corridos        |                         |                        |                       | 6     |
| Copa do Nordeste de Futebol                         |        |                |                         |                        |                         |                        |                       |       |
|                                                     | 129ª   | 2010 Detalhes  | Vitória (8)             | 2 — 1                  | ABC                     | CSA                    | Treze                 | 15    |
| Copa Ecohouse                                       |        |                |                         |                        |                         |                        |                       |       |
|                                                     | 130ª   | 2013 Detalhes  | América de Natal (6)    | 0 — 0 Pen. 5 - 4       | Alecrim                 |                        |                       | 16    |
| Taça Ecohouse                                       |        |                |                         |                        |                         |                        |                       |       |
|                                                     | 131ª   | 2013 Detalhes  | ABC (1)                 | Pontos Corridos        | América de Natal        | Alecrim                | Náutico               | 4     |
| Copa do Nordeste de Futebol                         |        |                |                         |                        |                         |                        |                       |       |
|                                                     | 132ª   | 2013 Detalhes  | Campinense (3)          | 2 — 1 2 — 0            | ASA                     | Fortaleza              | Ceará                 | 16    |
|                                                     | 133ª   | 2014 Detalhes  | Sport (18)              | 2 — 0 1 — 1            | Ceará                   | América de Natal       | Santa Cruz            | 16    |
|                                                     | 134ª   | 2015 Detalhes  | Ceará (8)               | 1 — 0 2 — 1            | Bahia                   | Vitória                | Sport                 | 20    |
| Troféu Clássico da Paz                              |        |                |                         |                        |                         |                        |                       |       |
|                                                     | 135ª   | 2016 Detalhes  | Náutico (11)            | 0 — 0                  | Botafogo-PB             |                        |                       | 2     |
| Taça Henágio                                        |        |                |                         |                        |                         |                        |                       |       |
|                                                     | 136ª   | 2016 Detalhes  | Santa Cruz (8)          | 1 — 0                  | Confiança               |                        |                       | 2     |
| Taça Asa Branca                                     |        |                |                         |                        |                         |                        |                       |       |
|                                                     | 137ª   | 2016 Detalhes  | Ceará (9)               | 3 — 3 Pen. 4 - 3       | Flamengo                |                        |                       | 2     |
| Copa do Nordeste de Futebol                         |        |                |                         |                        |                         |                        |                       |       |
|                                                     | 138ª   | 2016 Detalhes  | Santa Cruz (9)          | 2 — 1 1 — 1            | Campinense              | Bahia                  | Sport                 | 20    |
| Taça Asa Branca                                     |        |                |                         |                        |                         |                        |                       |       |
|                                                     | 139ª   | 2017 Detalhes  | Santa Cruz (10)         | 1 — 0                  | Paysandu                |                        |                       | 2     |
| Copa do Nordeste de Futebol                         |        |                |                         |                        |                         |                        |                       |       |
|                                                     | 140ª   | 2017 Detalhes  | Bahia (16)              | 1 — 1 1 — 0            | Sport                   | Santa Cruz             | Vitória               | 20    |
| Taça Aderval Viana                                  |        |                |                         |                        |                         |                        |                       |       |
|                                                     | 141ª   | 2018 Detalhes  | Salgueiro (2)           | 1 — 1 Pen. 4 - 2       | Afogados                |                        |                       | 2     |
| Copa do Nordeste de Futebol                         |        |                |                         |                        |                         |                        |                       |       |
|                                                     | 142ª   | 2018 Detalhes  | Sampaio Corrêa (4)      | 1 — 0 0 — 0            | Bahia                   | ABC                    | Ceará                 | 20    |
| Taça dos Campeões de Futebol                        |        |                |                         |                        |                         |                        |                       |       |
|                                                     | 143ª   | 2019 Detalhes  | Sport (19)              | 3 — 1 2 — 2            | CSA                     |                        |                       | 2     |
| Taça Aderval Viana                                  |        |                |                         |                        |                         |                        |                       |       |
|                                                     | 144ª   | 2019 Detalhes  | Afogados (1)            | 1 — 1 Pen. 5 - 4       | CEO-AL                  |                        |                       | 2     |
| Copa do Nordeste de Futebol                         |        |                |                         |                        |                         |                        |                       |       |
|                                                     | 145ª   | 2019 Detalhes  | Fortaleza (11)          | 1 — 0                  | Botafogo-PB             | Náutico                | Santa Cruz            | 20    |
| Taça Aderval Viana                                  |        |                |                         |                        |                         |                        |                       |       |
|                                                     | 146ª   | 2020 Detalhes  | Afogados (2)            | 3 — 0                  | Nacional de Patos       |                        |                       | 2     |
| Copa do Nordeste de Futebol                         |        |                |                         |                        |                         |                        |                       |       |
|                                                     | 147ª   | 2020 Detalhes  | Ceará (10)              | 3 — 1 1 — 0            | Bahia                   | Fortaleza              | Confiança             | 20    |
| Taça Aderval Viana                                  |        |                |                         |                        |                         |                        |                       |       |
|                                                     | 148ª   | 2021 Detalhes  | Afogados (3)            | 2 — 1                  | São Paulo Crystal       |                        |                       | 2     |
| Copa do Nordeste de Futebol                         |        |                |                         |                        |                         |                        |                       |       |
|                                                     | 149ª   | 2021 Detalhes  | Bahia (17)              | 0 — 1 2 — 1 Pen. 4 - 2 | Ceará                   | Fortaleza              | Vitória               | 20    |
|                                                     | 150ª   | 2022 Detalhes  | Fortaleza (12)          | 1 — 1 1 — 0            | Sport                   | Náutico                | CRB                   | 36    |
| Taça Aderval Viana                                  |        |                |                         |                        |                         |                        |                       |       |
|                                                     | 151ª   | 2023 Detalhes  | Afogados (4)            | 1 — 0                  | Decisão Sertânia        |                        |                       | 2     |
| Copa do Nordeste de Futebol                         |        |                |                         |                        |                         |                        |                       |       |
|                                                     | 152ª   | 2023 Detalhes  | Ceará (11)              | 2 — 1 0 — 1 Pen. 4 - 2 | Sport                   | Fortaleza              | ABC                   | 28    |
|                                                     | 153ª   | 2024 Detalhes  | Fortaleza (13)          | 2 — 0 0 — 2 Pen. 5 - 4 | CRB                     | Bahia                  | Sport                 | 28    |

* Nota: Foram disputadas um total de 153 (cento e cinquenta e três) competições até 2024, regionais e inter-regionais, envolvendo clubes nordestinos que se tem conhecimento, vale ressaltar que é levando em conta apenas torneios envolvendo entre clubes da região nordeste, Copa Centro-Oeste e Primeira Liga não são contabilizado.

### Títulos regionais por clube
| Clubes              | Títulos |
| ------------------- | ------- |
| Sport               | 19      |
| Bahia               | 17      |
| Fortaleza           | 13      |
| Náutico             | 11      |
| Ceará               | 11      |
| Santa Cruz          | 10      |
| Vitória             | 8       |
| América de Natal    | 6       |
| Botafogo-PB         | 5       |
| Afogados            | 4       |
| Leônico             | 4       |
| Sampaio Corrêa      | 4       |
| ADRC Icasa          | 3       |
| Treze               | 3       |
| Campinense          | 3       |
| Moto Club           | 3       |
| CRB                 | 3       |
| Central             | 2       |
| Salgueiro           | 2       |
| Flamengo-PE         | 2       |
| Fluminense de Feira | 2       |
| ABC                 | 1       |
| Alecrim             | 1       |
| Ferroviário         | 1       |
| América-CE          | 1       |
| Guarani de Juazeiro | 1       |
| Icasa EC            | 1       |
| América-PE          | 1       |
| Unibol              | 1       |
| ASA                 | 1       |
| CSA                 | 1       |
| Corinthians-AL      | 1       |
| Itabaiana           | 1       |
| Sergipe             | 1       |
| Ypiranga            | 1       |
| Bahia de Feira      | 1       |
| Maranhão            | 1       |
| Flamengo-PI         | 1       |
| Picos               | 1       |

### Títulos regionais por estado
| Estados             | Títulos | Clubes |
| ------------------- | ------- | ------ |
| Pernambuco          | 52      | 9      |
| Bahia               | 33      | 6      |
| Ceará               | 31      | 7      |
| Paraíba             | 11      | 3      |
| Maranhão            | 8       | 3      |
| Rio Grande do Norte | 8       | 3      |
| Alagoas             | 6       | 4      |
| Sergipe             | 2       | 2      |
| Piauí               | 2       | 2      |
| Total               | 153     | 39     |

### Copa do Nordeste
A Copa do Nordeste de Futebol (também conhecida como Nordestão, Campeonato do Nordeste e Lampions League) é uma competição de futebol disputada entre equipes da Região Nordeste do Brasil.
Considerado um dos campeonatos regionais mais importantes do país (por alguns, o mais importante), o "Nordestão" foi uma competição intermitente no calendário do futebol brasileiro em seus primeiros anos. Organizada oficialmente pela primeira vez em 1994, o torneio foi disputado continuamente entre 1997 e 2003, época em que passou a ser organizado pela Confederação Brasileira de Futebol (CBF). Teve quase todas suas edições canceladas entre 2004 e 2012, com exceção da edição de 2010. Retornou novamente ao calendário do futebol brasileiro em 2013.

### Classificados para a Pré-Copa do Nordeste
O clube melhor colocado no Ranking da CBF  dos estados de Alagoas, Maranhão, Paraíba, Piauí, Rio Grande do Norte e Sergipe garante vaga na seletiva da Copa do Nordeste. No entanto, se o melhor ranqueado desses estados for o campeão estadual, a vaga na seletiva passará ao segundo melhor colocado.
Os estados de Bahia e de Pernambuco, por serem as duas federações melhor ranqueadas no Ranking de Federações, possuem direito a uma vaga a mais na fase de grupos, destinada ao melhor ranqueado de cada um desses estados, sendo ao segundo melhor ranqueado, excluído o campeão estadual, assegurada uma vaga no Pré-Nordestão.
Ao final da Pré-Copa, os vencedores dos quatro confrontos estarão automaticamente classificados para Fase de Grupos.

## Campeonatos estaduais

### Estaduais da primeira divisão
Todas os 9 estados do Nordeste possuem a primeira divisão.
- Campeonato Alagoano
- Campeonato Baiano
- Campeonato Cearense
- Campeonato Maranhense
- Campeonato Paraibano
- Campeonato Pernambucano
- Campeonato Piauiense
- Campeonato Potiguar
- Campeonato Sergipano

### Estaduais da segunda divisão
Todas os 9 estados do Nordeste possuem a segunda divisão.
- Campeonato Alagoano - 2ª Divisão
- Campeonato Baiano - 2ª Divisão
- Campeonato Cearense - Série B
- Campeonato Maranhense - 2ª Divisão
- Campeonato Paraibano - 2ª Divisão
- Campeonato Pernambucano - Série A2
- Campeonato Piauiense - 2ª Divisão
- Campeonato Potiguar - 2ª Divisão
- Campeonato Sergipano - Série A2

### Estaduais da terceira divisão
Uma unidades federativas tiveram uma terceira divisão em 2017.
- Campeonato Cearense - Série C
- Campeonato Paraibano - 3ª Divisão
- Campeonato Pernambucano - 3ª Divisão

### Turnos estaduais
Ao final de um turno do campeonato estadual, seus vencedores levam o troféu que designam figuras que remetem a cultura e história do estado. Se destacam por ter uma tradição muito grande. Ídolos e finais marcantes fazem parte de sua história.
Abaixo as unidades federativas com turnos definidos.
À esquerda corresponde ao primeiro turno, e à direita ao segundo turno:
- Campeonato Piauiense — Taça Estado do Piauí/Taça Cidade de Teresina
- Campeonato Potiguar — Taça Rio Grande do Norte/Taça Cidade de Natal

### Torneios extras
Estes títulos são  designados aos times de melhor campanha após os times de maior investimento do Brasil que estão na disputa do estadual. Em alguns casos é jogado um mata-mata que define o campeão, mas geralmente o time é designado campeão por fazer campanha de destaque.
| - Campeonato Cearense — Taça Padre Cícero |

### Outros estaduais extintos ou sem disputa
Entre os estaduais que não são mais disputados, temos um de primeira divisão: o Campeonato Fluminense, que acabou com a fusão dos estados do Rio de Janeiro e da Guanabara
| - Campeonato Baiano - 3ª Divisão |

## Estatísticas

### Campeões estaduais por século
Estes são os clubes que obtiveram o maior número de títulos em seus estados no século XX e no século XXI.
| Campeonato              | Século XX (até 2000) | Século XX (até 2000) | Século XXI (2001–2024) | Século XXI (2001–2024) |
| Campeonato              | Clube                | Títulos              | Clube                  | Títulos                |
| ----------------------- | -------------------- | -------------------- | ---------------------- | ---------------------- |
| Campeonato Alagoano     | CSA                  | 36                   | CRB                    | 10                     |
| Campeonato Baiano       | Bahia                | 42                   | Vitória                | 12                     |
| Campeonato Cearense     | Ceará                | 37                   | Fortaleza              | 15                     |
| Campeonato Maranhense   | Sampaio Corrêa       | 26                   | Sampaio Corrêa         | 11                     |
| Campeonato Paraibano    | Botafogo-PB          | 24                   | Treze                  | 7                      |
| Campeonato Pernambucano | Sport                | 33                   | Sport                  | 11                     |
| Campeonato Piauiense    | River-PI             | 24                   | River-PI               | 8                      |
| Campeonato Potiguar     | ABC                  | 47                   | ABC                    | 10                     |
| Campeonato Sergipano    | Sergipe              | 31                   | Confiança              | 10                     |

### Cronologia
Esta é uma tabela classificatória cronológica que mostra os campeonatos estaduais mais antigos do Brasil dos 27 estados da federação.
| Posição | Campeonato              | Ano  | Edições | Interrompido | N.º atual de equipes |
| ------- | ----------------------- | ---- | ------- | ------------ | -------------------- |
| 1.º     | Campeonato Baiano       | 1905 | 118     | Não          | 10                   |
| 2.º     | Campeonato Paraibano    | 1908 | 112     | Sim          | 10                   |
| 3.º     | Campeonato Pernambucano | 1915 | 108     | Não          | 10                   |
| 4.º     | Campeonato Cearense     | 1915 | 108     | Não          | 10                   |
| 5.º     | Campeonato Piauiense    | 1916 | 82      | Sim          | 8                    |
| 6.º     | Campeonato Maranhense   | 1918 | 103     | Sim          | 8                    |
| 7.º     | Campeonato Sergipano    | 1918 | 99      | Sim          | 8                    |
| 8.º     | Campeonato Potiguar     | 1919 | 102     | Sim          | 8                    |
| 9.º     | Campeonato Alagoano     | 1927 | 91      | Sim          | 8                    |

### Maiores goleadas
| Estado              | Divisão          | Data                    | Mandante            | Placar       | Visitante             | Estádio             | Fontes       |
| ------------------- | ---------------- | ----------------------- | ------------------- | ------------ | --------------------- | ------------------- | ------------ |
| Alagoas             | Primeira Divisão | 28 de janeiro de 1945   | Maceió              | 0 — 22       | CSA                   | Pajuçara            |              |
| Alagoas             | Segunda Divisão  | 1943                    | Andaraí             | 11 — 0       | Torre                 |                     |              |
| Bahia               | Primeira Divisão | 1 de maio de 1930       | Ypiranga            | 16 — 0       | Democrata             |                     |              |
| Bahia               | Segunda Divisão  | 4 de dezembro de 1985   | Estrela de Março    | 0 — 8        | Galícia               | Vila Canária        |              |
| Bahia               | Terceira Divisão | 5 de novembro de 2000   | Itapetinga          | 11 — 1       | Renascente            | Primavera           |              |
| Ceará               | Primeira Divisão | 1919                    | Bangu               | 16 — 0       | Hespéria              |                     |              |
| Ceará               | Segunda Divisão  | 10 de junho de 2004     | América             | 0 — 10       | Uruburetama           | Antony Costa        |              |
| Ceará               | Segunda Divisão  | 21 de fevereiro de 2016 | Ferroviário         | 10 — 0       | Campo Grande          | Presidente Vargas   | [ 19 ]       |
| Ceará               | Terceira Divisão | 27 de setembro de 2009  | Pacajuense          | 19 — 1       | Aliança Atlética      | Assis Benício       |              |
| Maranhão            | Primeira Divisão | 2 de setembro de 1934   | Sampaio Corrêa      | 20 — 0       | Santos Dumont         |                     |              |
| Maranhão            | Segunda Divisão  | 23 de novembro de 2008  | JV Lideral          | 6 — 0        | Urbano Santos         | Walter Lira         |              |
| Paraíba             | Primeira Divisão | 1 de junho de 1941      | Botafogo            | 16 — 1       | Sport                 |                     |              |
| Paraíba             | Primeira Divisão | 24 de agosto de 1941    | Treze               | 15 — 0       | Sport                 |                     |              |
| Paraíba             | Segunda Divisão  | 27 de junho de 2009     | Perilima            | 1 — 9        | Atlético Cajazeirense | Amigão              |              |
| Paraíba             | Segunda Divisão  | 17 de maio de 2009      | Cruzeiro            | 8 — 0        | Perilima              | José Cavalcanti     |              |
| Paraíba             | Segunda Divisão  | 21 de julho de 2012     | Sport Campina       | 0 — 8        | Desportiva Guarabira  | Amigão              |              |
| Paraíba             | Terceira Divisão | Desconhecido            | Desconhecido        | Desconhecido | Desconhecido          | Desconhecido        | Desconhecido |
| Pernambuco          | Primeira Divisão | 1 de julho de 1945      | Náutico             | 21 — 3       | Flamengo              | Aflitos             | [ 20 ]       |
| Pernambuco          | Segunda Divisão  | 11 de maio de 2003      | Petrolândia         | 0 — 9        | Serrano               | Galegão             |              |
| Pernambuco          | Segunda Divisão  | 15 de setembro de 2013  | Araripina           | 9 — 0        | Flamengo              | Chapadão do Araripe |              |
| Pernambuco          | Segunda Divisão  | 4 de outubro de 2017    | Ferroviário do Cabo | 0 — 9        | Cabense               | Gileno de Carli     | <            |
| Pernambuco          | Terceira Divisão | 14 de maio de 2000      | Comercial           | 5 — 0        | Nacional              |                     |              |
| Piauí               | Primeira Divisão | 18 de dezembro de 1960  | Botafogo            | 14 — 3       | Rio Negro             |                     |              |
| Piauí               | Primeira Divisão | 20 de novembro de 1960  | Auto Esporte        | 12 — 1       | Santa Cruz            | Lindolfo Monteiro   |              |
| Piauí               | Primeira Divisão | 2 de outubro de 1960    | Flamengo            | 11 — 0       | Santa Cruz            |                     |              |
| Piauí               | Segunda Divisão  | 21 de novembro de 2015  | Altos               | 6 — 0        | Comercial             | Felipão             |              |
| Rio Grande do Norte | Primeira Divisão | 1 de dezembro de 1944   | Santa Cruz          | 13 — 0       | Atlético Potiguar     |                     |              |
| Rio Grande do Norte | Segunda Divisão  | 6 de agosto de 2005     | Macau               | 9 — 0        | Universal             | Walter Bichão       |              |
| Sergipe             | Primeira Divisão | 6 de junho de 1996      | Sergipe             | 14 — 0       | Propriá               | João Hora           |              |
| Sergipe             | Segunda Divisão  | 23 de outubro de 2011   | Neópolis            | 12 — 0       | Canindé               | Velho Chico         |              |

## Campeonatos estaduais 1ª Divisão
No total, há nove campeonatos estaduais realizados na Região Nordeste. Todos contam ao todo com a participação de 94 clubes nas divisões principais, sendo contada apenas as respectivas divisões principais: * Campeonato Alagoano: 9 clubes; * Campeonato Baiano: 10 clubes; * Campeonato Cearense: 10 clubes; * Campeonato Maranhense: 8 clubes; * Campeonato Paraibano: 8 clubes; * Campeonato Pernambucano: 10 clubes; * Campe

## Campeonatos estaduais 2ª Divisão
No total, há nove campeonatos estaduais realizados na Região Nordeste. Todos contam ao todo com a participação de 83 clubes nas divisões principais, sendo contada apenas as divisões de segundo escalão:
- Campeonato Alagoano Segunda Divisão: 4 clubes;
- Campeonato Baiano Segunda Divisão: 6 clubes;
- Campeonato Cearense Segunda Divisão: 10 clubes;
- Campeonato Maranhense Segunda Divisão: 7 clubes;
- Campeonato Paraibano Segunda Divisão: 12 clubes;
- Campeonato Pernambucano Série A2: 15 clubes;
- Campeonato Piauiense Segunda Divisão: 6 clubes;
- Campeonato Potiguar Segunda Divisão: 6 clubes;
- Campeonato Sergipano Série A2: 17 clubes;

## Campeonato estadual 3ª Divisão
É realizado apenas um campeonato estadual na Região Nordeste. Contam ao todo com a participação de 9 clubes na 3ª divisão:
- Campeonato Cearense terceira Divisão: 10 clubes;

## Copas estaduais
No total, há seis campeonatos estaduais realizados na Região Nordeste. Todos contam ao todo com a participação de 41 clubes nas divisões principais:
- Copa Alagoas: 7 clubes;
- Copa Governador do Estado da Bahia: 8 clubes;
- Copa Fares Lopes: 10 clubes;
- Copa Piauí: 4 clubes;
- Copa RN: 8 clubes;
- Copa Governo do Estado de Sergipe: 8 clubes;

## Médias de públicos

### Estaduais - primeira divisão 2020
Melhores médias de públicos considerando os campeonatos estaduais da Primeira Divisão.
Última atualização 11 de abril de 2020.
- NC. ^ Públicos com asterisco (*) não foram confirmados

### Estaduais - segunda divisão 2020
Melhores médias de públicos considerando os campeonatos estaduais da Segunda Divisão.
- NC. ^ Públicos com asterisco (*) não foram confirmados

## Prêmio Sima
O Prêmio Sima de 2014 foi a 1ª edição do prêmio, criado pelo Esporte Interativo Nordeste, destinado ao maior artilheiro da temporada no futebol do nordeste brasiliero.

### Ranking 2014
Atualizado em 15 de abril de 2014.
| #   | Jogador            | Clube(s)              | Gols |
| --- | ------------------ | --------------------- | ---- |
| 1º  | Robert             | Fortaleza             | 21   |
| 2º  | Ricardo Lopes      | Globo FC              | 16   |
| 3º  | Magno Alves        | Ceará                 | 15   |
| 4º  | Maciel             | Horizonte             | 14   |
| 5º  | Neto Baiano        | Sport                 | 13   |
| 5º  | Carlinhos          | Santa Cruz            | 13   |
| 5º  | Thiago Alagoano    | Jacuipense            | 13   |
| 5º  | André Cassaco      | Horizonte             | 13   |
| 5º  | Lima               | ASA                   | 13   |
| 10º | Kiros              | Santa Rita / Porto-PE | 12   |
| 10º | Léo Gamalho        | Santa Cruz            | 12   |
| 10º | Marcelinho Paraíba | Fortaleza             | 12   |
| 13º | Helinho            | CSP                   | 11   |
| 13º | Adriano Pardal     | América de Natal      | 11   |
| 13º | Cristiano Alagoano | Estanciano            | 11   |

- Vamos contabilizar os gols marcados em dez/2013 pelo Campeonato Pernambucano, que começou no ano passado.

## Campeonatos nacionais/internacionais
- Atualizado em 09 de abril de 2025.

Copa CONMEBOL
| Clube          | Títulos | Vices    | Semifinalista |
| -------------- | ------- | -------- | ------------- |
| CSA            | 0       | 1 (1999) | 0             |
| Sampaio Corrêa | 0       | 0        | 1 (1998)      |

Copa Sul-Americana
| Clube     | Títulos | Vices    | Semifinalista |
| --------- | ------- | -------- | ------------- |
| Fortaleza | 0       | 1 (2023) | 0             |

### Conquistas nacionais
Campeonato Brasileiro de Futebol - Série A
| Clube      | Títulos | Vices | 3º | 4º | Edições em que foi campeão | Edições em que foi vice | Edições em que foi 3º | Edições em que foi 4º |
| Bahia      | 2       | 2     | 0  | 1  | 1959 e 1988                | 1961 e 1963             | —                     | 1990                  |
| Sport      | 1       | 0     | 0  | 1  | 1987                       | —                       | —                     | 1962                  |
| Fortaleza  | 0       | 2     | 0  | 1  | —                          | 1960 e 1968             | —                     | 2021                  |
| Náutico    | 0       | 1     | 3  | 1  | —                          | 1967                    | 1965, 1966 e 1968     | 1961                  |
| Vitória    | 0       | 1     | 1  | 0  | —                          | 1993                    | 1999                  | —                     |
| Ceará      | 0       | 0     | 1  | 0  | —                          | —                       | 1964                  | —                     |
| Santa Cruz | 0       | 0     | 0  | 2  | —                          | —                       | —                     | 1960 e 1975           |

Copa do Brasil
| Clube     | Títulos  | Vices    | Semifinalista   |
| --------- | -------- | -------- | --------------- |
| Sport     | 1 (2008) | 1 (1989) | 2 (1992 e 2003) |
| Ceará     | 0        | 1 (1994) | 2 (2005 e 2011) |
| Vitória   | 0        | 1 (2010) | 1 (2004)        |
| Náutico   | 0        | 0        | 1 (1990)        |
| Fortaleza | 0        | 0        | 1 (2021)        |

Troféu Roberto Gomes Pedrosa
| Clube | Títulos  | Vices | Semifinalista |
| ----- | -------- | ----- | ------------- |
| Sport | 1 (1987) | 0     | 0             |

- Parte integrante do Campeonato Brasileiro de 1987.

Campeonato Brasileiro de Futebol - Série B
| Clube                  | Títulos  | Vices                       | Terceiro lugar              | Quarto lugar      |
| ---------------------- | -------- | --------------------------- | --------------------------- | ----------------- |
| Fortaleza              | 1 (2018) | 2 (2002 e 2004)             | 0                           | 0                 |
| Sport                  | 1 (1990) | 1 (2006)                    | 2 (2003 e 2013)             | 1 (2011)          |
| Vitória                | 1 (2023) | 1 (1992)                    | 1 (2015)                    | 2 (2007) e (2012) |
| Sampaio Corrêa         | 1 (1972) | 0                           | 0                           | 0                 |
| CSA                    | 0        | 4 (1980, 1982, 1983 e 2018) | 0                           | 0                 |
| Santa Cruz             | 0        | 3 (1999, 2005 e 2015)       | 1 (2002)                    | 1 (1992)          |
| Náutico                | 0        | 2 (1988 e 2011)             | 4 (1996, 1997, 2005 e 2006) | 0                 |
| América de Natal       | 0        | 1 (1996)                    | 0                           | 2 (1972 e 2006)   |
| Campinense             | 0        | 1 (1972)                    | 0                           | 0                 |
| Bahia                  | 0        | 0                           | 3 (1999, 2010 e 2022)       | 2 (2004 e 2016)   |
| Ceará                  | 0        | 0                           | 2 (2009 e 2017)             | 0                 |
| Itabaiana              | 0        | 0                           | 1 (1971)                    | 0                 |
| Atlético de Alagoinhas | 0        | 0                           | 1 (1972)                    | 0                 |
| Catuense               | 0        | 0                           | 0                           | 2 (1989 e 1990)   |
| Botafogo-PB            | 0        | 0                           | 0                           | 1 (1984)          |
| Central                | 0        | 0                           | 0                           | 1 (1995)          |

Campeonato Brasileiro de Futebol - Série C
| Clube               | Títulos  | Vices           | 3º lugar | 4º lugar |
| ------------------- | -------- | --------------- | -------- | -------- |
| Sampaio Corrêa      | 1 (1997) | 1 (2013 e 2019) | 0        | 1 (2017) |
| ABC                 | 1 (2010) | 1 (2022)        | 1 (2016) | 1 (2007) |
| Náutico             | 1 (2019) | 0               | 0        | 1 (1999) |
| Santa Cruz          | 1 (2013) | 0               | 0        | 0        |
| CSA                 | 1 (2017) | 0               | 0        | 0        |
| Icasa               | 0        | 1 (2012)        | 1 (2009) | 0        |
| CRB                 | 0        | 1 (2011)        | 0        | 1 (2014) |
| Fluminense de Feira | 0        | 1 (1992)        | 0        | 0        |
| Vitória             | 0        | 1 (2006)        | 0        | 1 (2022) |
| Bahia               | 0        | 1 (2007)        | 0        | 0        |
| ASA                 | 0        | 1 (2009)        | 0        | 0        |
| Fortaleza           | 0        | 1 (2017)        | 0        | 0        |
| Campinense          | 0        | 0               | 1 (2008) | 1 (2003) |
| Guarany de Sobral   | 0        | 0               | 1 (2001) | 0        |
| Confiança           | 0        | 0               | 0        | 1 (2019) |
| Catuense            | 0        | 0               | 0        | 1 (1994) |
| Porto               | 0        | 0               | 0        | 1 (1996) |
| Itabaiana           | 0        | 0               | 0        | 1 (1998) |
| Limoeiro            | 0        | 0               | 0        | 1 (2004) |
| Salgueiro           | 0        | 0               | 0        | 1 (2010) |

Campeonato Brasileiro de Futebol - Série D
| Clube             | Títulos         | Vices    | 3º lugar | 4º lugar |
| ----------------- | --------------- | -------- | -------- | -------- |
| Ferroviário       | 2 (2018 e 2023) | 0        | 0        | 0        |
| América de Natal  | 1 (2022)        | 0        | 0        | 0        |
| Guarany de Sobral | 1 (2010)        | 0        | 0        | 0        |
| Sampaio Corrêa    | 1 (2012)        | 0        | 0        | 0        |
| Botafogo-PB       | 1 (2013)        | 0        | 0        | 0        |
| Santa Cruz        | 0               | 1 (2011) | 0        | 0        |
| River-PI          | 0               | 1 (2015) | 0        | 0        |
| CSA               | 0               | 1 (2016) | 0        | 0        |
| Globo             | 0               | 1 (2017) | 0        | 0        |
| Treze             | 0               | 1 (2018) | 0        | 0        |
| Baraúnas          | 0               | 0        | 1 (2012) | 0        |
| Salgueiro         | 0               | 0        | 0        | 1 (2013) |
| Confiança         | 0               | 0        | 0        | 1 (2014) |
| Moto Club         | 0               | 0        | 0        | 1 (2016) |
| Juazeirense       | 0               | 0        | 0        | 1 (2017) |
| Imperatriz        | 0               | 0        | 0        | 1 (2018) |

## Enlace externo
Clubes da Região Nordeste em competições da Conmebol